# Manuel Garcia Velho
Manuel Garcia Velho foi um cônego com atuou como sertanista e realizou visitas, entre os anos de 1762 e 1766, às freguesias dos Sertões do Norte de Baixo, em nome do bispo, Dom Francisco Xavier Aranha.